# Produit intérieur brut vert
 (juin 2010).
Si vous disposez d'ouvrages ou d'articles de référence ou si vous connaissez des sites web de qualité traitant du thème abordé ici, merci de compléter l'article en donnant les références utiles à sa vérifiabilité et en les liant à la section « Notes et références ».
Le produit intérieur brut vert est une expression quelquefois employée pour désigner un projet de correction du produit intérieur brut en fonction des coûts environnementaux (consommation de ressources naturelles, pollution).
Il s'agirait de prendre en compte les effets de la croissance économique sur l'environnement.
Le Comité d'experts des Nations unies sur la comptabilité environnementale-économique (UNCEEA) travaille à faire du Système de comptabilité environnementale économique (SEEA) un standard international pour l'année 2010 et à promouvoir sa mise en œuvre dans les pays.
Ce sont les ajustements environnementaux apportés aux agrégats standards du Système national de comptabilité des Nations unies (en) (UNSNA) qui sont désignés sous le nom de PIB vert. Il s'agit, en principe, du calcul d'un revenu Hicksien prenant en compte le capital naturel. Le produit intérieur brut (PIB) est transformé en produit intérieur net (PIN) par la prise en compte de la consommation de capital fixe (dépréciation du capital produit), puis en produit intérieur net ajusté environnementalement (PINae) en prenant en compte la consommation de capital naturel (diminution des ressources et dégradation environnementale).
Le PIB vert pose des problèmes de mise en œuvre et est controversé sur l'aspect de l'évaluation des termes correctifs, pour lesquels il n'existe pas de marché et donc pas de prix.
Cependant, pour toute production, toute entreprise possède des assurances privées chargées d'évaluer les risques. Des experts privés commencent donc à savoir évaluer des projections à l'échelle mondiale.
Il s'agirait selon certains, d’intégrer ces coûts directement à la production. afin donc d'éviter selon eux la mutualisation (taxe carbone sur le pétrole) des coûts de (dé-)pollution d'une part et également rendre certaines comparaisons plus rationnelles.
c'est ce qui s'appelle « l'internalisation des externalités négatives ». Karl Marx parlait déjà de « gestion rationnelle des échanges entre l'homme et la nature ».
La commission Stiglitz s'est également penchée sur le problème des effets de la mesure du produit intérieur brut sur l'environnement.

« Tentative de calcul: PIB+ (ressources naturel renouvelable produit en un an par la nature-consommation naturel effective)-(pollutions généré sur un an air eau sol+externalité négative-externalité positive) »